# Maigret e la chiromante
Maigret e la chiromante (titolo originale francese Signé Picpus), pubblicato anche coi titoli Maigret e l'affare Picpus e Firmato Picpus, è un romanzo poliziesco di Georges Simenon, il ventitreesimo con protagonista il commissario Maigret.
Il romanzo fu scritto allo Château de Terre-Neuve di Fontenay-le-Comte, in Francia, nel 1941 e pubblicato presso Gallimard tre anni dopo, il 5 gennaio 1944, all'interno della raccolta Signé Picpus, contenente anche altri due romanzi con Maigret: La ragazza di Maigret e Maigret e la ragazza di provincia e cinque novelle esotiche. In precedenza, era apparso come romanzo d'appendice sul quotidiano "Paris-Soir".

## Trama
In un torrido pomeriggio d'agosto a Parigi, Mascouvin, modesto impiegato di un'agenzia immobiliare, si presenta al commissario Maigret per avvertire di aver casualmente letto un messaggio, rimasto impresso su una carta assorbente, in cui un tale che si firma Picpus annuncia l'omicidio di una chiromante.
Maigret, contrariamente al fido Lucas, prende decisamente sul serio la faccenda e quando il delitto avviene trova nella casa della vittima, l'indovina Jeanne, Octave Le Cloaguen, medico in pensione,  che appare incapace di fornire qualunque spiegazione. Maigret scopre che, benché beneficiario di una consistente rendita vitalizia, a  causa, come afferma la moglie, di una malattia neurologica,  Le Cloaguen vive quasi come un barbone, trascorrendo le giornate vagabondando in giro per la città in abiti consunti.
Il romanzo si dipana sul filo delle due storie separate dell'omicidio e della vicenda umana del vecchio medico, fino all'immancabile colpo di scena finale.

## Adattamenti

### Film
Il regista Richard Pottier ne trasse un film dal titolo Picpus con Albert Préjean nel ruolo del commissario, uscito nelle sale francofone nel febbraio del 1943, un anno prima della pubblicazione del romanzo. In Italia il film è inedito.

### Televisione
- Episodio dal titolo The Crystal Ball, facente parte della serie televisiva Maigret, diretto da John Harrison e trasmesso per la prima volta sulla BBC il 12 novembre 1962, con Rupert Davies nel ruolo del commissario Maigret.
- Episodio dal titolo L'affare Picpus, facente parte della serie televisiva Le inchieste del commissario Maigret, diretto da Mario Landi e trasmesso in tre puntate dalla RAI nel gennaio 1965 nella prima stagione della serie, con Gino Cervi nel ruolo del commissario Maigret e la partecipazione di Evi Maltagliati e Sergio Tofano.
- Episodio dal titolo Signé Picpus, facente parte della serie televisiva Les enquêtes du commissaire Maigret per la regia di Jean-Pierre Decourt, trasmesso per la prima volta su Antenne 2 il 27 aprile 1968, con Jean Richard nel ruolo del commissario Maigret.
- Episodio dal titolo Signé Picpus, facente parte della serie televisiva Il commissario Maigret per la regia di Jacques Fansten, trasmesso per la prima volta il 30 giugno 2003, con Bruno Cremer nel ruolo del commissario Maigret. In Italia l'episodio fu trasmesso il 21 luglio 2007 col titolo Maigret e l'affare Picpus.

## Edizioni italiane
- Maigret e la chiromante, traduzione di Roberto Cantini, Collana Il Girasole. Biblioteca Economica Mondadori n.141, Milano, Mondadori, 1960.[3] - Collana I libri del pavone, Mondadori, 1964.
- in  L'ispettore Maigret, vol. II, trad. di Roberto Cantini, Collezione Omnibus gialli e di fantascienza, Milano, Mondadori, 1961.
- Maigret e l'affare Picpus, traduzione di Roberto Cantini, Collana Le inchieste del commissario Maigret n.11, Milano, Mondadori, 1966. - Collana Oscar n.645, Mondadori, 1976.
- Maigret e l'affare Picpus, traduzione di Emanuela Fubini, Collana Oscar Gialli n.210, Milano, Mondadori, 1990.[4]
- L'affare Picpus, Collezione Maigret n.1, Roma, L'Unità, 1993.
- Firmato Picpus, traduzione di Germana Cantoni De Rossi, Collana gli Adelphi n.157. Le inchieste di Maigret, Milano, Adelphi, 1999,  p. 139, ISBN 978-88-459-1483-6.
- in  I Maigret 5, traduzione di Germana Cantoni De Rossi, Collana I Maigret, Milano, Adelphi, 2014, ISBN 978-88-459-2918-2. - nuova ed., Adelphi, 2019, ISBN 978-88-459-3377-6.